# هنريتا لاكس
هنريتا لاكس (بالإنجليزية: Henrietta Lacks) ‏ (1 أغسطس 1920 – 4 أكتوبر 1951) (أحياناً تدعى خطاً بهنريتا لايكس أوهيلين لاين أو هيلين لارسون) هي أمريكية من أصل أفريقي، تعتبر مصدراً غير متعمد للخلايا الخالدة (المستمدة من خلاياها السرطانية) التي تمت زراعتها بواسطة جورج أتو جاي مما أدى إلى إنشاء أول خط للخلايا الخالدة يعرف حالياً بخط خلايا هيلا والذي يعتمد عليه الكثير من البحوث الطبية.
وفقًا للممارسة في ذلك الوقت، ما كانت هناك حاجة لأخذ موافقة من لاكس لزراعة خلاياها. وتماشيًا مع معايير العصر، لم تحصل هي ولا عائلتها على تعويض مقابل استخلاص الخلايا أو استخدامها.
رغم أن بعض المعلومات عن أصل خطوط الخلايا الخالدة لهيلا كانت معروفة من قبل الباحثين بعد عام 1970، لم تكن العائلة على دراية بوجود الخط حتى عام 1975. مع معرفة المصدر الوراثي للخط الخلوي، أصبح استخدامه للبحث الطبي ولأغراض تجارية محط مخاوف بشأن الخصوصية وحقوق المرضى.

## مرض هنريتا لاكس
في 29 يناير 1951، ذهبت لاكس إلى جونز هوبكنز، المستشفى الوحيد في المنطقة الذي عالج المرضى السود، لأنها شعرت بوجود «عقدة» في رحمها. أخبرت أبناء عمومتها سابقًا عن تلك «العقدة» وافترضوا بشكل صائب أنها حامل. ولكن بعد ولادة ابنها جوزيف، أصيبت لاكس بنزيف حاد. فحصها طبيب الرعاية الأولية بحثًا عن الإصابة بالسفلس، لكن النتيجة كانت سلبية، فأحالها مجددًا إلى جونز هوبكنز. وفي المستشفى، أخذ طبيبها، هوارد دبليو جونز، خزعة من كتلة وُجدت على عنق الرحم لإجراء الفحص المختبري. أُبلغت لاكس أنها مصابة بسرطانة بشروية في عنق الرحم. في عام 1970، اكتشف الأطباء أن التشخيص كان خاطئًا وأنها أُصيبت بسرطان غدي. وكان هذا الخطأ شائعًا في ذلك الوقت، وعلاج الحالتين واحد آنذاك.
عولجت لاكس باستخدام المعالجة الشعاعية القريبة بأنبوب الراديوم بعد قبولها في المستشفى وخرجت بعد بضعة أيام مع توصيتها بالعودة لمتابعة العلاج بالأشعة السينية. خلال علاجها، أُخذت عينتان من عنق رحم لاكس دون إذنها أو علمها؛ كانت إحدى العينتين من الأنسجة السليمة والأخرى من الأنسجة السرطانية. أعطيت العينتان لجورج أوتو جاي، وهو طبيب وباحث في مجال السرطان في جونز هوبكنز. سُميت الخلايا المأخوذة من العينة السرطانية لاحقًا باسم خط الخلايا الخالدة هيلا، وهو خط خلوي شائع الاستخدام في أبحاث الطب الحيوي المعاصرة.

## البحث العلمي والطبي
لاحظ جورج أوتو جاي، وهو أول باحث يدرس خلايا لاكس السرطانية، أن هذه الخلايا كانت غير عادية فهي تتكاثر بمعدل مرتفع للغاية ويمكن أن تبقى على قيد الحياة لفترة تسمح بإجراء فحوص مطولة. وحتى ذلك الحين، كانت الخلايا المزروعة بغرض إجراء الدراسات المختبرية تبقى حيّة بضعة أيام فقط على الأكثر، وهو ما يمنع إجراء مجموعة متنوعة من الاختبارات المختلفة على نفس العينة. أما خلايا لاكس فهي أول خلايا خضعت للانقسامات عدة مرات دون أن تموت، وهو السبب في تسميتها الخلايا «الخالدة». بعد وفاة لاكس، طلب جاي من ماري كوبيتشيك، مساعدته في المختبر، أخذ المزيد من عينات هيلا، وذلك حين كانت جثة هنريتا في منشأة تشريح الجثث في جونز هوبكنز. استُخدمت تقنية الأنبوب المتدحرج لزراعة الخلايا المأخوذة من العينات التي جمعتها كوبيتشيك. تمكن جاي من إنشاء خط خلوي من عينة لاكس عن طريق عزل خلية واحدة محددة وتقسيمها بشكل متكرر، ما يسمح باستخدام نفس الخلية لإجراء الكثير من التجارب. سُميت الخلايا هيلا، وفقًا لطريقة جاي المعتادة لوضع العلامات على العينات، بأخذ أول حرفين من الاسم الأول والأخير للمريض.
أدت القدرة على استكثار خلايا هيلا بسرعة في بيئة مختبرية إلى الكثير من الاختراقات المهمة في أبحاث الطب الحيوي. فمثلًا، بحلول عام 1954، كان جوناس سولك يستخدم خلايا هيلا في أبحاثه لتطوير لقاح شلل الأطفال. ولاختبار لقاحه الجديد، أُنتجت الخلايا بكميات كبيرة في أول مصنع لإنتاج الخلايا على الإطلاق. وأيضًا، حقن تشيستر إم ساوثام، عالم الفيروسات الرائد، خلايا هيلا في مرضى السرطان ونزلاء السجون والأفراد الأصحاء للتحقق من إمكانية نقل السرطان والتحرّي فيما إذا كان يمكن للمرء أن يصبح محصنًا ضد السرطان من خلال تطوير استجابة مناعية مكتسبة.
أصبحت خلايا هيلا مطلوبة بشدة ووُضعت للإنتاج الكبير. وأُرسلت عبر البريد إلى العلماء في جميع أنحاء العالم لإجراء «الأبحاث في السرطان والإيدز وآثار الإشعاع والمواد السامة ورسم الخرائط الجينية وعدد لا يحصى من المساعي العلمية الأخرى». كانت خلايا هيلا أول خلايا بشرية استُنسخت بنجاح، في عام 1955، ومنذ ذلك الحين استُخدمت لاختبار الحساسية البشرية للأشرطة والمواد اللاصقة ومستحضرات التجميل والكثير من المنتجات الأخرى. يوجد نحو 11000 براءة اختراع تضمنت خلايا هيلا.
في أوائل سبعينيات القرن الماضي، تلوث جزء كبير من مزارع الخلايا الأخرى بخلايا هيلا. وبسبب ذلك، تلقى أفراد عائلة هنريتا لاكس طلبات للحصول على عينات دم من باحثين يريدون الحصول على معلومات وراثية من العائلة من أجل التمييز بين خلايا هيلا وخطوط الخلايا الأخرى.
بدأ عدد من أفراد الأسرة، الذين شعروا بالقلق والارتباك، بالتساؤل عن سبب تلقيهم الكثير من المكالمات الهاتفية التي تطلب عينات دموية. في عام 1975، علمت العائلة أيضًا بالصدفة من خلال محادثة في حفلة عشاء أن مواد أُخذت من هنريتا لاكس ما تزال تستخدم في الأبحاث الطبية. لم تناقش العائلة أبدًا مرض هنريتا ووفاتها فيما بينها في السنوات الفاصلة، ولكن مع إثارة الفضول المتعلق بوالدتهم ومعلوماتها الوراثية، بدأوا بطرح الأسئلة.

### مخاوف بشأن الموافقة والخصوصية
لم تمنح هنريتا لاكس ولا عائلتها إذنًا للأطباء بأخذ خلاياها. وفي ذلك الوقت، لم يكن الإذن مطلوبًا ولا مُعتادًا. استُخدمت الخلايا في البحوث الطبية ولأغراض تجارية. وفي ثمانينيات القرن الماضي، نُشرت السجلات الطبية للعائلة دون موافقة العائلة. وأثيرت مسألة مماثلة في المحكمة العليا لكاليفورنيا، وهي قضية مور ضد أعضاء مجلس جامعة كاليفورنيا، في عام 1990. وقضت المحكمة بأن الأنسجة والخلايا المُهملة للفرد ليست ملكًا له ويمكن تسويقها.
في مارس 2013، نشر الباحثون تسلسل الحمض النووي لجينوم سلالة من خلايا هيلا. واكتشفت عائلة لاكس الأمر بعد أن أبلغتهم المؤلفة ريبيكا سكلوت. أبدت العائلة اعتراضات حول المعلومات الجينية المتاحة للوصول العام. وقال جيري لاكس واي، حفيد هنريتا لاكس، لصحيفة نيويورك تايمز: «كان القلق الأكبر هو الخصوصية، ماهية المعلومات التي ستكون متوفرة بالفعل عن جدتنا، وماهية المعلومات التي يمكن الحصول عليها من تسلسلها والتي ستخبرهم عن أطفالها وأحفادها ومَن بعدهم». وفي نفس العام، قدمت مجموعة أخرى تعمل على جينوم خط خلايا هيلا، بتمويل من المعاهد الوطنية للصحة، التسلسل الوراثي للنشر. في أغسطس 2013، اُعلن عن اتفاق بين العائلة والمعاهد الوطنية للصحة التي أعطت الأسرة بعض السيطرة على الوصول إلى تسلسل الحمض النووي للخلايا الموجود في دراستين إلى جانب وعد بتقديم شكر في الأوراق العلمية. بالإضافة إلى ذلك، اتُفق على انضمام فردين من العائلة إلى اللجنة المكونة من ستة أعضاء والتي ستنظم الوصول إلى بيانات التسلسل.
في أكتوبر 2021، رفع ورثة لاكس دعوى قضائية ضد ثيرمو فيشر ساينتفيك لاستفادتها من خط هيلا دون موافقة لاكس، مطالبين «بالمبلغ الكامل لصافي أرباح ثيرمو فيشر».